# شهرستان کلپین
شهرستان کلپین (به اویغوری: كەلپىن ناھىيىسى)(به چینی: 柯坪县، به پین‌یین: Kēpíng Xiàn) یک شهرستان‌ در چین است که در ولایت آق‌سو واقع شده‌است.

## جمعیت
| ترکیب قومیتی شهرستان کلپین | ترکیب قومیتی شهرستان کلپین | ترکیب قومیتی شهرستان کلپین | ترکیب قومیتی شهرستان کلپین | ترکیب قومیتی شهرستان کلپین |
| -------------------------- | -------------------------- | -------------------------- | -------------------------- | -------------------------- |
| قومیت                      | قومیت                      |                            | درصد                       | درصد                       |
| اویغور                     | اویغور                     |                            | ۹۷٫۸٪                      | ۹۷٫۸٪                      |
| هان                        | هان                        |                            | ۲٫۰٪                       | ۲٫۰٪                       |
| قرقیز                      | قرقیز                      |                            | ۰٫۱٪                       | ۰٫۱٪                       |
| سایر                       | سایر                       |                            | ۰٫۰٪                       | ۰٫۰٪                       |
| منبع سرشماری جمعیت :       |                            |                            |                            |                            |

## تاریخچه
«ولایت اونسو» در سال ۱۹۰۲ میلادی، به مرکزیت اونسو تاسیس شد. در آن زمان، اراضی شهرستان کلپین در تابعیت شهرستان آق‌سو بود.
در آوریل ۱۹۱۳ میلادی، مرکز ولایت از اونسو به آق‌سو منتقل شد و نام آن به «ولایت آق‌سو» تغییر کرد.
در سال ۱۹۳۰، با جدا شدن از شهرستان آق‌سو، شهرستان‌های آوات و کلپین تاسیس شدند.
در ژانویه سال ۲۰۰۴، با جدایی از اراضی تحت مدیریت شهر آق‌سو، شهر آرال به عنوان شهر وابسته به بینگتوان و «شهر تابع مستقیم منطقه خودمختار» تاسیس شده، از تابعیت ولایت آق‌سو در آمده، و مستقیما در تابعیت اداری منطقه خودمختار سین‌کیانگ قرار گرفت. 
در ژانویه سال ۲۰۱۳، اراضی از شهر آق‌سو به مساحت ۸۰۲ کیلومتر مربع، اراضی از شهرستان آوات به مساحت ۴۷۴ کیلومتر مربع، و اراضی از شهرستان کلپین به مساحت ۶۲ کیلومتر مربع، از تابعیت ولایت آق‌سو در آمده و ضمیمهٔ شهر آرال شدند.